# كامبوس نوفوس
كامبوس نوفوس هي مدينة في سانتا كاتارينا، في المنطقة الجنوبية من البرازيل.

## التاريخ

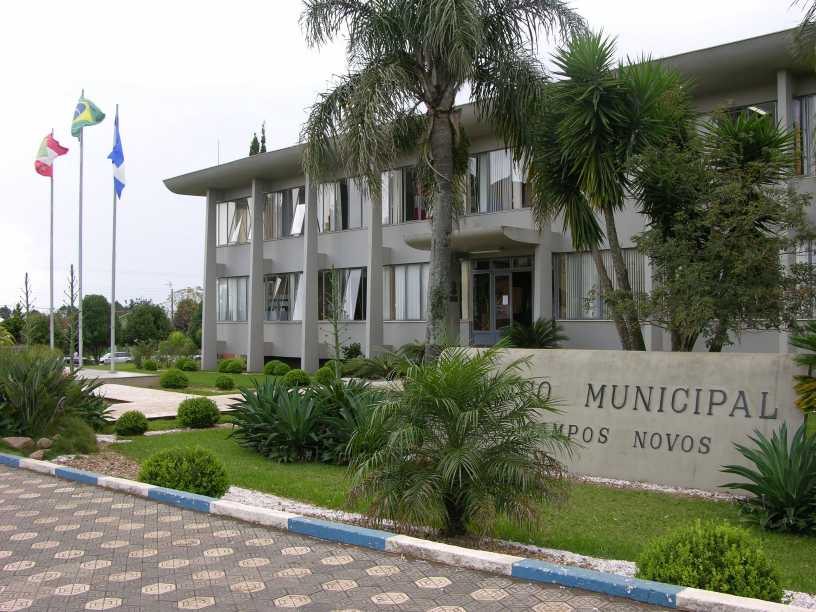
مجلس المدينة

كان سكان كاينغانغ، وهم من السكان الأصليين في جنوب البرازيل، أول سكان المنطقة. وحشدت السكك الحديدية ساو باولو - ريو غراندي دو سول وممرات الجدال الماشية في المنطقة العديد من المهاجرين. تسببت تلك الهجرات بإنشاء العديد من القرى في ريو دي بيكسي النهر، مثل بوم ريتيرو،وفيديرا. تسبب وصول المستوطنين الإيطاليين والألمان في أنشطة تجارية وصناعية في القرنين التاسع عشر والعشرين. لذلك، تتمتع المدينة بتنوع ثقافي غني. لديها حتى مجتمع من نسل العبيد الأفارقة.

## روابط خارجية
- بلديات سانتا كاتارينا - باللغة البرتغالية
- المعلومات من FECAM - باللغة البرتغالية